# Еголин, Александр Михайлович
Алекса́ндр Миха́йлович Его́лин (23 августа (4 сентября) 1896, Самара, Российская империя — 6 мая 1959, Москва, РСФСР) — советский литературовед и партийный деятель. Специалист по истории русской и советской литературы, автор исследований о жизни и творчестве А. И. Герцена, Н. А. Некрасова, А. М. Горького. Действительный член АПН РСФСР с 8 мая 1945 года по Отделению методик преподавания основных дисциплин в начальной и средней школе, член-корреспондент АН СССР c 4 декабря 1946 года по Отделению литературы и языка (русская литература).

## Биография
Родился в семье рабочего. Педагогическую деятельность начал в 1914 году учителем начальной земской школы в Нижегородской губернии. Окончил факультет литературы Нижегородского учительского института (1918), работал учителем школы 2-й ступени, затем служил в горотделе народного образования Ардатова. С 1922 года — инспектор губотдела народного образования в Нижнем Новгороде. Член РКП(б) (1925). В 1925—1929 годах работал инспектором Наркомата народного просвещения, с 1929 года заведовал рабфаком им. В. И. Ленина. Окончил Институт красной профессуры (ИКП) в Москве (1933), тогда же защитил диссертацию о Н. А. Некрасове.
В 1933—1938 годах — преподаватель, заведующий учебной частью ИКП. Заведующий кафедрой (1935—1941) и декан (1937—1940) филологического факультета МИФЛИ им. Н. Г. Чернышевского. Заведующий кафедрой истории русской литературы филологического факультета МГУ им. М. В. Ломоносова (1941—1951), профессор АОН при ЦК ВКП(б) (КПСС) (1946—1953). Член Союза писателей СССР с 1940 года.
Депутат Московского Совета депутатов трудящихся (1939—1947). С 1940 года работал в Управлении пропаганды и агитации ЦК ВКП(б): заместитель начальника (1942—1946), заведующий отделом печати (1942—1947). В августе 1946 года постановлением Оргбюро ЦК ВКП(б) был назначен главным редактором журнала «Звезда» для исправления идейных «ошибок» прежней редакции (проявившихся, в частности, в публикациях произведений А. А. Ахматовой и М. М. Зощенко). Занимал этот пост до 1947 года.

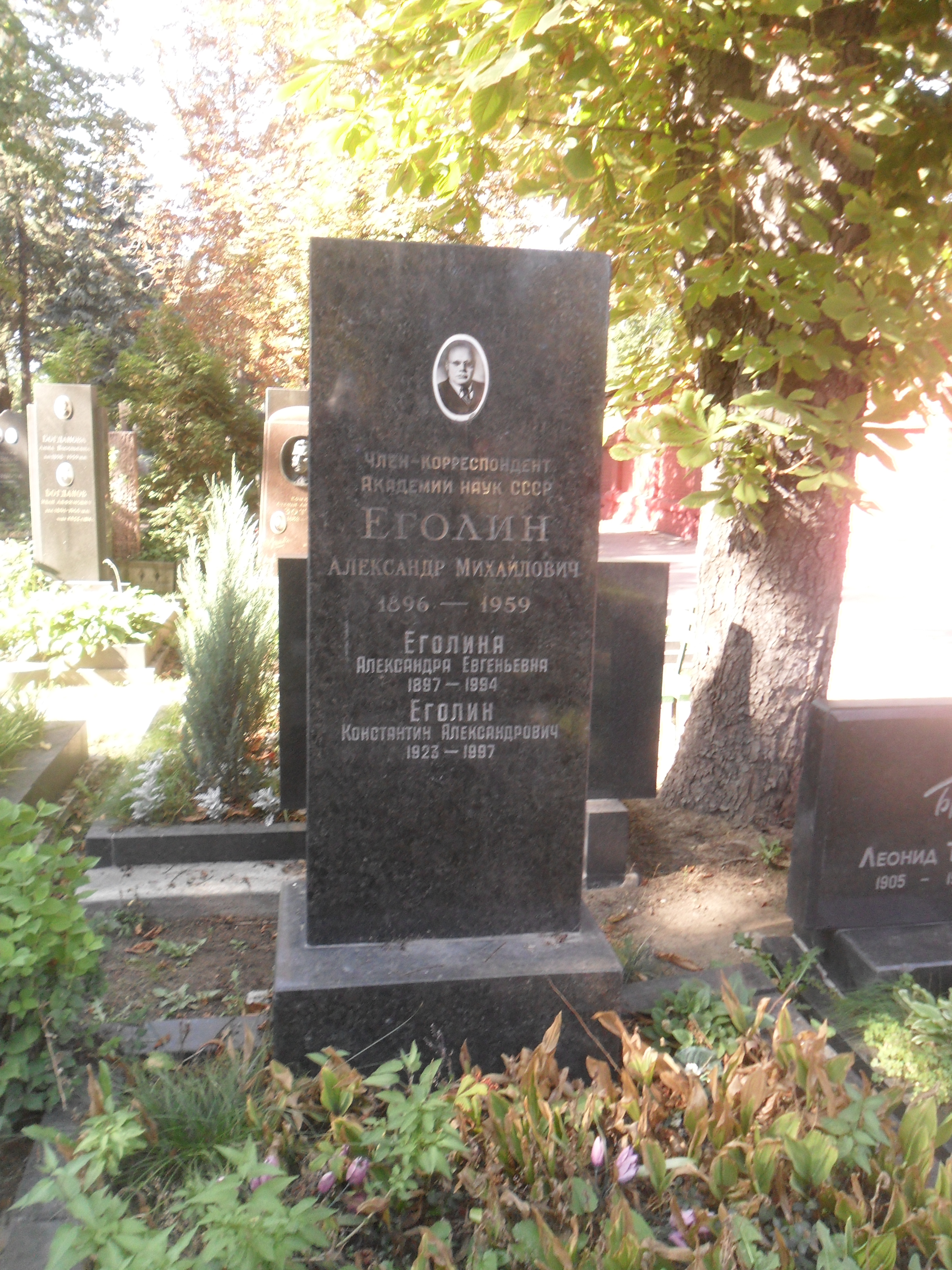
Могила А. М. Еголина на Новодевичьем кладбище Москвы

Директор ИМЛИ им. А. М. Горького АН СССР (1948—1952), старший научный сотрудник (1952—1954), заведующий сектором института (1954—1955). Заместитель академика-секретаря по кадрам (1948—1953), член бюро (1953—1955) Отделения литературы и языка АН СССР.
В 1955 году, наряду с несколькими партийными идеологами, стал фигурантом сексуального скандала («дела гладиаторов»). В последние годы работал старшим научным сотрудником ИРЛИ, преподавал в МГПИ им. В. И. Ленина.

## Оценки деятельности
Еголин ушёл из жизни, не внеся заметного вклада в науку и оставив по себе недобрую память преследованиями советских писателей за инакомыслие. После его кончины Корней Чуковский записал в своём дневнике:

«Умер Еголин — законченный негодяй, подхалим и — при этом бездарный дурак. Находясь на руководящей работе в ЦК, он, пользуясь своим служебным положением, пролез в редакторы Чехова, Ушинского, Некрасова — и эта синекура давала ему огромные деньги, — редактируя (номинально!) Чехова, он заработал на его сочинениях больше, чем заработал на них Чехов. Он преследовал меня с упорством идиота. Он сопровождал Жданова во время его позорного похода против Ахматовой и Зощенко — и выступал в Питере в роли младшего палача — и всё это я понял не сразу, мне даже мерещилось в нём что-то добродушное, только года два назад я постиг, что он беспросветная сволочь. Его „работы“ о Некрасове были бы подлы, если бы не были так пошлы и глупы. Странно, что я понял это только в самое последнее время, когда он явился ко мне с покаянием, говоря, что он лишь теперь оценил мои „труды и заслуги“» (запись от 8 мая 1959 года).

## Основные работы
Книги
- «Некрасов — поэт крестьянской демократии» (1935);
- «А. И. Герцен» (1940);
- «Некрасов: критико-биографический очерк» (1941; 2-е изд. 1950);
- «Пушкин: сборник статей» (1941, редактор);
- «Величие русской литературы» (1943);
- «Некрасов в русской критике» (1944, сост.);
- «Освободительные и патриотические идеи русской литературы XIX в.» (1946);
- 30 лет советской литературы. М., 1948.
- «А. С. Пушкин — великий русский поэт» (1949);
- «Горький и русская литература» (1949);
- «Некрасов и поэты-демократы 1860—1880-х гг.» (1960; посм.)

Статьи
- «Великий народный поэт» // «Вестник АН СССР», 1937, № 2—3;
- И. В. Сталин и вопросы литературы // Иосифу Виссарионовичу Сталину Академия наук СССР. М., 1949;

Редактор-составитель сборника «Русские писатели о пруссачестве» (1943, совм. с А. С. Мясниковым и Н. Л. Рубинштейном). Главный редактор серий «Горьковские чтения» (1947—1959) и «Литературное наследство» (1948—1954), член редколлегий «Истории русской литературы» (тт. 1—10, 1941—1956), собрания сочинений К. Д. Ушинского (тт. 1—11, 1948—1952) и Полного собрания сочинений и писем Н. А. Некрасова (тт. 1—12, 1948—1953).

## Награды и звания
- орден Трудового Красного Знамени (10.06.1945)
- орден Красной Звезды (1944)
- Орден Короны Румынии (1947)
- медали
- Почётный член Румынской АН (1945)
- В 1951 году в составе авторского коллектива редакции «Литературного наследства» удостоен академической премии имени В. Г. Белинского за подготовку трехтомного издания, посвящённого В. Г. Белинскому (т. 55—57)[4].